# Actio de in rem verso
Actio de in rem verso – w prawie rzymskim powództwo odszkodowawcze przeciwko zwierzchnikowi rodzinnemu wzbogaconemu działaniem podległej mu osoby (niewolnika lub innego alieni iuris).

## Charakterystyka powództwa
Zobowiązania, zawarte przez osoby podległe władzy, w zasadzie nie obciążały ich zwierzchników. Wyjątkiem były sytuacje, w których zobowiązania zostały zaciągnięte za jego przyzwoleniem lub z ich polecenia. Ochronie roszczeń wierzycieli służyły pretorskie powództwa o charakterze dodatkowym, do których należało actio de in rem verso.
Zwierzchnik odpowiadał do wysokości przysporzenia, jakie nastąpiło w jego majątku, w wyniku zaciągnięcia przez podległą mu osobę zobowiązania.